# 额尔古纳旗
额尔古纳旗，旧旗名。1947年由额尔古纳左旗、额尔古纳右旗合并设置，治所在奈如穆图（今内蒙古自治区额尔古纳市北三河镇）。1961年迁根河镇（今内蒙古自治区根河市驻地根河镇）。1966年撤销，复置额尔古纳左、右两旗。